# Смалій Валентина Іванівна
Валентина Іванівна Смалій (нар. 15 жовтня 1946, місто Рубіжне, тепер Луганської області) — українська радянська діячка, телятниця радгоспу «Рубіжанський» Кремінського району Луганської області. Депутат Верховної Ради СРСР 8-го скликання.

## Життєпис
Народилася в родині шофера радгоспу. Закінчила семирічну школу.
З 1961 року — робітниця радгоспу «Рубіжанський» села Кудряшівка Кремінського району Луганської області.
Освіта середня спеціальна: у 1965 році закінчила Старобільський сільськогосподарський технікум Луганської області, здобула спеціальність зоотехніка. Член ВЛКСМ.
З 1965 року — телятниця радгоспу «Рубіжанський» села Кудряшівка Кремінського району Луганської області.
Потім — на пенсії в селі Кудряшівка Кремінського району Луганської області.